# كارل هاردمان
كارل هاردمان (بالإنجليزية: Karl Hardman)‏ هو منتج أفلام وممثل أمريكي، ولد في 22 مارس 1927 في بيتسبرغ في الولايات المتحدة، وتوفي بنفس المكان في 22 سبتمبر 2007 بسبب سرطان البنكرياس.

## أعمال

### أفلام
- (1968) ليلة الموتى الأحياء

## وصلات خارجية
- كارل هاردمان على موقع IMDb (الإنجليزية)
- كارل هاردمان على موقع قاعدة بيانات الفيلم (الإنجليزية)